# Türgüt Aykaç
Türgüt Aykaç (ur. 1 stycznia 1958 w Adanie) – były turecki bokser kategorii piórkowej. Na letnich igrzyskach olimpijskich w Los Angeles w 1984 roku zdobył brązowy medal.